# سرای پنبه
سرای پنبه مربوط به دوره قاجار است و در قزوین، خیابان امام خمینی، ضلع غربی مسجد النبی واقع شده و این اثر در تاریخ ۲۵ اسفند ۱۳۷۹ با شمارهٔ ثبت ۳۶۷۵ به‌عنوان یکی از آثار ملی ایران به ثبت رسیده است.